# Syntretus
Syntretus är ett släkte av steklar som beskrevs av Förster 1862. Syntretus ingår i familjen bracksteklar.

## Dottertaxa tillSyntretus, i alfabetisk ordning[1][2]
- Syntretus abbreviator
- Syntretus amba
- Syntretus amoenus
- Syntretus areolatus
- Syntretus brevicornis
- Syntretus breviradialis
- Syntretus bulbus
- Syntretus choui
- Syntretus combinator
- Syntretus complanatus
- Syntretus conterminus
- Syntretus daghestanicus
- Syntretus dzieduszyckii
- Syntretus elabsus
- Syntretus elegans
- Syntretus excavatus
- Syntretus extensus
- Syntretus falcifer
- Syntretus falcoi
- Syntretus fallax
- Syntretus flevo
- Syntretus fuscicoxis
- Syntretus fuscivalvis
- Syntretus glaber
- Syntretus grodekovi
- Syntretus hirtus
- Syntretus idalius
- Syntretus klugii
- Syntretus komarovi
- Syntretus kui
- Syntretus longitergitus
- Syntretus makarovi
- Syntretus minimus
- Syntretus miscellus
- Syntretus muesebecki
- Syntretus nevelskoii
- Syntretus nyashekensis
- Syntretus ocularis
- Syntretus parvicornis
- Syntretus planifacies
- Syntretus poliscutus
- Syntretus politus
- Syntretus pumilus
- Syntretus pusio
- Syntretus sculptor
- Syntretus secutensus
- Syntretus shawi
- Syntretus signatus
- Syntretus splendidus
- Syntretus stenochora
- Syntretus subglaber
- Syntretus taegeri
- Syntretus temporalis
- Syntretus transitus
- Syntretus transversus
- Syntretus trigonaphagus
- Syntretus varus
- Syntretus venus
- Syntretus venustus
- Syntretus vigilax
- Syntretus xanthocephalus
- Syntretus zuijleni